# Труп (Тексас)
Труп (енгл. Troup) град је у америчкој савезној држави Тексас. По попису становништва из 2010. у њему је живело 1.869 становника.

## Демографија
Према попису становништва из 2010. у граду је живело 1.869 становника, што је 80 (4,1%) становника мање него 2000. године.
| Група             | 2000.         | 2010.         |
| Белци             | 1.361 (69,8%) | 1.209 (64,7%) |
| Афроамериканци    | 407 (20,9%)   | 385 (20,6%)   |
| Азијати           | 8 (0,4%)      | 8 (0,4%)      |
| Хиспаноамериканци | 135 (6,9%)    | 234 (12,5%)   |
| Укупно            | 1.949         | 1.869         |